# CVJM (Lied)
CVJM ist der Titel eines 1996 auf dem Album Jeden Tag – Jede Nacht veröffentlichten Liedes der deutschen Band Extrabreit. Dabei handelt es sich um die Coverversion des Nummer-eins-Hits Y.M.C.A. der US-amerikanischen Disco-Band Village People, der ursprünglich 1978 veröffentlicht worden war. Der deutschsprachige Text des Liedes wurde jedoch nicht übersetzt, sondern neu geschrieben und erhielt dadurch einen bissig-ironischen Ton.

## Hintergrund
Die erste deutschsprachige Coverversion von Y.M.C.A veröffentlichte die Gruppe Sunday 1978 in der Besetzung Norman Ascot, Silvia Gehrke, Jutta Kulitza und Peter Schröder, den Text zu dieser Version schrieb Christian Heilburg. Er orientierte sich nah am Inhalt des Originalliedes.
Weitere Coverversionen deutscher Künstler folgten, hatten aber meist humoristischen oder persiflierenden Charakter (beispielsweise Conditorei von Trude Herr 1978, L.M.A.A. von Günter Willumeit 1979 oder auch Stabs-U.v.D. von Mike Krüger 1980).
Für das Extrabreit-Album Jeden Tag – Jede Nacht planten Sänger Kai Havaii und Gitarrist Stefan Kleinkrieg die Aufnahme von zwei Coverversionen: Zum einen eine deutsche Version des Slade-Hits My Oh My von 1983 sowie die Neuinterpretation des CVJM-Stoffes. Beide schrieben gemeinsam einen neuen Text, der sich auf ironische Weise dem Thema näherte.
Textvergleich (1. Strophe), links der Text von Sunday, rechts der Extrabreit-Text:
Junge, warum hängst du so rum?

Ich sag: Junge, dafür gibt´s keinen Grund!

Ich sag Junge: Sieh dich mal richtig um.

Es gibt so viel zu erleben.

Junge: Wenn du nicht weißt wohin,

pass auf Junge, denn ich sag dir wohin:

Kennst du das Dreieck mit den Buchstaben drin

an der Tür vom CVJM?
Oh Junge – ich war auch mal wie du,

Junge – doch dann stieß ich dazu,

Junge – hier bei uns im Verein,

geht es ab, ab, ab, ab, ab, ab.

Morgens gibt's ein Kickerturnier,

mittags dann Kartoffelpüree,

schnell die Küche wischen und ein Clausthaler zischen,

wir hab’n Spaß, Spaß, Spaß, Spaß, Spaß, Spaß.
CVJM war das erste Lied des am 4. März 1996 veröffentlichten Albums und wurde am 28. Mai 1996 als zweite Single ausgekoppelt. Die Single-Version war ein Remix von Uwe Hoffmann, der „Radio-Mix“ genannt wurde und eine Länge von 2:30 Minuten hatte. Die von Klaus Scharff und Ingo Krauss produzierte Album-Version hatte dagegen eine Länge von 2:57 Minuten. Weitere Lieder auf der ausschließlich als Maxi-CD vertriebenen Veröffentlichung waren Heroin und Zur Zeit. Beide Lieder waren ebenfalls Bestandteil des Albums.
Das Musikvideo zu CVJM wurde von Jo Heim gedreht.